# Agència Federal per a la Gestió d'Emergències
L'Agència Federal per a la Gestió d'Emergències (en anglès: Federal Emergency Management Agency) o (FEMA) és l'agència del Govern dels Estats Units que dona resposta a huracans, terratrèmols, inundacions i altres desastres naturals.

## Història
Per a la dècada dels anys trenta, quan l'enfocament federal en els problemes es va popularitzar, es va conferir autoritat a la Corporació Financera de Reconstrucció per atorgar préstecs d'ajuda per desastre per reparar i reconstruir certes instal·lacions públiques després d'un terratrèmol, i més endavant, altres tipus de desastres. En 1934, es va conferir autoritat a l'Oficina de Camins Públics per proporcionar finançament per a carreteres i ponts danyats per desastres naturals. La Llei per al Control d'Inundacions, que va conferir al Cos d'Enginyers de l'Exèrcit dels EUA. major autoritat per implementar projectes de control d'inundacions, també va ser promulgada. Aquest enfocament poc sistemàtic cap a l'assistència en desastres era problemàtic i va donar lloc a legislació que requeria una major cooperació entre les agències federals i va autoritzar al President per coordinar aquestes activitats.

## Anys 60
En els anys 60 i principis dels 70 va haver-hi desastres massius que requerien una major resposta federal i operacions de recuperació per part de l'Administració Federal d'Assistència en Desastres, establerta dins del Departament d'Habitatge i Desenvolupament Urbà (HUD). L'Huracà Carla va atacar en 1962, l'Huracà Betsy en 1965, l'Huracà Camille en 1969 i l'Huracà Agnes en 1972. El Terratrèmol d'Alaska es va produir en 1964 i el de Sant Fernando va sacsejar el sud de Califòrnia en 1971. Aquests esdeveniments van servir per concentrar l'atenció en el problema dels desastres naturals i van donar lloc a més legislació. En 1968, la Llei del Segur Nacional contra Inundacions va oferir nova protecció contra inundacions als propietaris de cases, i en 1974 la Llei d'Ajuda en Desastres va establir fermament el procés de les declaracions presidencials. de desastres.
No obstant això, les activitats d'emergència i desastre encara estaven fragmentades. Quan els riscos associats amb les plantes d'energia nuclear i el transport de substàncies perilloses es van sumar als desastres naturals, més de 100 agències federals estaven involucrades en algun aspecte dels desastres, riscos i emergències. Molts programes i polítiques paral·leles existien a escala estatal i local, agreujant la complexitat dels esforços federals d'ajuda en desastres. L'Associació Nacional de Governadors va tractar de disminuir el quantiós nombre d'agències amb les quals els governs estatals i locals es veien forçats a treballar. Van sol·licitar al President Jimmy Carter que centralitzés les funcions federals d'emergència.

## Naixement del FEMA
El decret executiu de 1979 del President Carter va fusionar moltes de les responsabilitats separades relacionades amb els desastres en una nova Agència Federal per al Maneig d'Emergència (FEMA). Entre altres agències, FEMA va absorbir les activitats de l'Administració Federal d'Assegurances, l'Administració Nacional de Prevenció i Control d'Incendis, el Programa de Preparació de la Comunitat del Servei Meteorològic Nacional, l'Agència Federal de Preparació de l'Administració de Serveis Generals i l'Administració Federal d'Assistència en Desastres del HUD. Les responsabilitats de defensa civil de l'Agència de Preparació de Defensa Civil del Departament de la Defensa també van ser transferides a la nova agència.
John Macy va ser designat primer director de FEMA. Macy va fer èmfasi en les semblances entre la preparació per a riscos naturals i les activitats de defensa civil. FEMA va començar a elaborar un Sistema Integrat de Maneig d'Emergències amb un enfocament en tots els riscos, que incloïa "sistemes d'adreça, control i advertiment que són comuns en la gamma completa d'emergències, des d'esdeveniments aïllats fins a la màxima emergència: la guerra".
La nova agència va enfrontar molts reptes poc usuals en els seus primers anys que van destacar la complexitat del maneig d'emergències. Els primers desastres i emergències van incloure la contaminació de Love Canal, la crisi de refugiats cubans i l'accident en la planta d'energia nuclear de Three Mile Island. Més tard, el Terratrèmol de Lloma Prieta en 1989 i l'Huracà Andrew en 1992 van centrar l'atenció nacional en FEMA.
En 2001, el President George W. Bush va nomenar a Joe M. Allbaugh com a director de FEMA. En pocs mesos, els atemptats de l'11 de setembre de 2001 van obligar a l'agència a centrar-se en els problemes de preparació i seguretat nacional, i van posar a prova a l'agència de maneres sense precedents. L'agència va coordinar les seves activitats amb la recentment formada Oficina de Seguretat Nacional, i l'Oficina de Preparació Nacional de FEMA va rebre la responsabilitat de contribuir a garantir que els primers funcionaris de la nació encarregats de respondre fossin capacitats i equipats per enfrontar-se a armes de destrucció massiva.
Milers de milions de dòlars de nou finançament es van destinar a FEMA per ajudar a les comunitats a fer front a l'amenaça del terrorisme. A pocs anys del seu vintè aniversari, FEMA estava dirigint el seu enfocament en "tots els riscos" cap a qüestions de seguretat nacional.
El gener de 2003, el President Bush va crear el Departament de Seguretat Nacional (DHS, per les seves sigles en anglès) nomenant a Tom Ridge com el seu primer Secretari. La creació de DHS és la transformació més significativa del govern federal des de 1947, quan Harry Truman va unir les branques de les forces armades sota el Departament de Defensa per coordinar millor la defensa de la nació contra les amenaces militars.
Avui dia, FEMA continua la seva missió de guiar als Estats Units per preparar-se, prevenir, respondre i recuperar-se de desastres amb la visió de "Una Nació Preparada" com a part del Departament de Seguretat Nacional.
La FEMA va ser acusada d'actuar de forma incorrecta durant l'Huracà Katrina, Michael Brown va ser forçat a renunciar després del caos per l'huracà Katrina. David Paulison, va ser nomenat pel president George W. Bush per servir com a director de la FEMA.
L'abril de 2023, FEMA és demandada per la manca d'energia renovable en la reconstrucció de la xarxa elèctrica de l'estat de Puerto Rico.